# Catherine Trümpy
Catherine Trümpy (* 8. Januar 1956 in Zürich) ist eine Schweizer Klassische Philologin, Vergleichende Sprachwissenschaftlerin und Mykenologin.
Catherine Trümpy studierte von 1975 bis 1981 Gräzistik, Latinistik und Alte Geschichte an der Universität Genf. Nach dem Lizentiat 1981 wurde sie Assistentin am Seminar für Vergleichende Sprachwissenschaften an der Universität Zürich. Sie wurde dort 1984 mit der Arbeit Vergleich des Mykenischen mit der Sprache der Chorlyrik promoviert. Zwischen 1987 und 1990 war sie zu Auslandsaufenthalten an der Universität Heidelberg und der Stanford University. Mit Untersuchungen zu den altgriechischen Monatsnamen und Monatsfolgen habilitierte sich Trümpy 1991 in Heidelberg und wurde dort im Juli 1991 Privatdozentin am Altphilologischen Seminar. 2002 wurde sie dort zur ausserplanmässigen Professorin ernannt. In Heidelberg ist Trümpy zudem Lehrbeauftragte des Seminars für Alte Geschichte am Zentrum für Altertumswissenschaften. 2000/2001 lehrte sie an der Universität Bern, 2001/2002 an der Universität Basel, seit 2004 an der Universität Neuenburg und seit 2006 auch an der Universität Genf.
Trümpy beschäftigt sich mit der Mykenischen Sprache der Linear-B-Texte und mit der griechischen Lyrik.

## Schriften
- Vergleich des Mykenischen mit der Sprache der Chorlyrik. Bewahrt die Chorlyrik eine von Homer unabhängige alte Sprachtradition? Lang, Bern 1986, ISBN 3-261-03561-7.
- Untersuchungen zu den altgriechischen Monatsnamen und Monatsfolgen. Winter, Heidelberg 1997, ISBN 3-8253-0516-3.